# CSM Olimpia București
CSM Olimpia București este secția de rugby a Clubului Sportiv Municipal București, înființat în 2007 de Consiliul General al Municipiului București. Evoluează în SuperLiga, campionatul de elită al României. S-a clasat pe locul 3 din sezonul 2015.

## Istoric

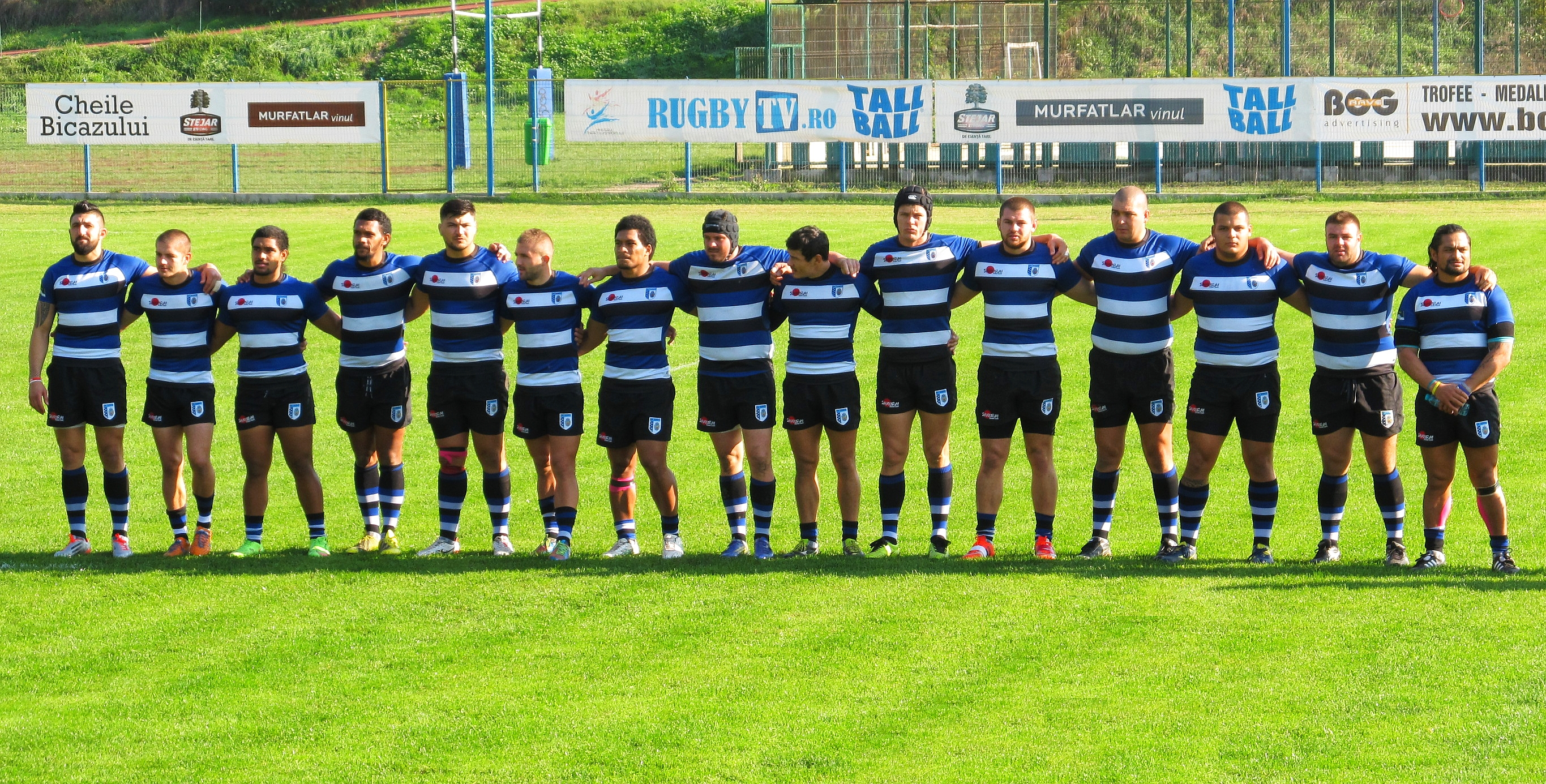
CSM București înainte meciului cu CSM Știința Baia Mare în sezonul 2015 din SuperLiga

În sezonul 2015 a reușit un onorabil loc 3 în campionatul României.
În sezonul 2018 clubul și-a adăugat două trofee în palmares Cupa României (pe care o câștigase și sezonul anterior) și Cupa Regelui.
În august 2019, consiliul de administrație al clubului polisportiv CSM București decide încetarea activităților secțiilor de rugby și volei, provocând astfel dispariția clubului de rugby.

## Palmares
- Campionatul României
  - Locul 3 (1): 2015
- Cupa României:
  - Câștigători (2): 2017, 2018
- Cupa Regelui:
  - Câștigători (1): 2018

## Lotul sezonului 2015 când a terminat pe locul 3
45 de jucători sunt legitimați la CSM Olimpia București.
| Nume                      | Poziție                | Data nașterii (vârsta)         | Cetățenie sportivă |
| ------------------------- | ---------------------- | ------------------------------ | ------------------ |
| George Tudor              | Pilier                 | 7 august 1992 (32 de ani)      | România            |
| Alexandru Gordaș          | Pilier                 | 1 mai 1994 (30 de ani)         | România            |
| Vlad Badalicescu          | Pilier                 | 4 august 1988 (36 de ani)      | România            |
| Petru Tamba               | Pilier                 | 19 decembrie 1990 (34 de ani)  | România            |
| Kamil Sobota              | Pilier                 | 31 martie 1992 (32 de ani)     | România            |
| Nicolae Nere              | Pilier                 | 6 decembrie 1981 (43 de ani)   | România            |
| Otar Turașvili            | Pilier                 | 14 iulie 1986 (38 de ani)      | România            |
| Vasiliu Silviu            | Pilier                 | 23 iunie 1986 (38 de ani)      | România            |
| Irakli Ulumbelașvil       | Pilier                 | 8 iunie 1992 (32 de ani)       | Georgia            |
| Sosefo Sakalia            | Taloner                | 4 decembrie 1991 (33 de ani)   | Tonga              |
| Nichita Iacob             | Taloner                | 8 aprilie 1988 (36 de ani)     | România            |
| Cătălin Beca              | Taloner                | 26 martie 1985 (39 de ani)     | România            |
| Makefu Togia              | Taloner                | 11 ianuarie 1994 (31 de ani)   | Tonga              |
| Onal Agiacai              | Linia II               | 30 ianuarie 1981 (44 de ani)   | România            |
| Andrei Mitroi             | Linia II               | 29 ianuarie 1989 (36 de ani)   | România            |
| Cosmin Rațiu              | Linia II               | 18 iulie 1979 (45 de ani)      | România            |
| Taufui Siokivaha          | Linia II               | 8 februarie 1995 (30 de ani)   | Tonga              |
| Andrei Romanov            | Linia II               | 10 decembrie 1984 (40 de ani)  | România            |
| Adrian Ion                | Linia III              | 8 septembrie 1986 (38 de ani)  | România            |
| Laurențiu Melinte         | Linia III              | 29 martie 1986 (38 de ani)     | România            |
| Alexandru Mitu            | Linia III              | 9 martie 1988 (37 de ani)      | România            |
| Vasile Dragoș             | Linia III              | 1 octombrie 1990 (34 de ani)   | România            |
| Nathan Paila              | Închizător             | 28 mai 1991 (33 de ani)        | Noua Zeelandă      |
| Junior Taavili            | Închizator             | 20 august 1986 (38 de ani)     | Noua Zeelandă      |
| Siale Fahiua              | Mijlocaș la grămadă    | 7 iulie 1991 (33 de ani)       | Tonga              |
| Alexandu Tigla            | Mijlocaș la grămadă    | 9 februarie 1993 (32 de ani)   | România            |
| Florin Surugiu            | Mijlocaș la grămadă    | 10 decembrie 1984 (40 de ani)  | România            |
| Lama Sioeli               | Mijlocaș la grămadă    | 30 noiembrie 1991 (33 de ani)  | Tonga              |
| Phillip Falamoe Tuigamala | Mijlocaș la grămadă    | 23 mai 1990 (34 de ani)        | Tonga              |
| Florin Vlaicu             | Mijlocaș la deschidere | 26 iulie 1984 (40 de ani)      | România            |
| Alexandru Neaga           | Mijlocaș la deschidere | 7 iunie 1993 (31 de ani)       | România            |
| Daniel Statulescu         | Mijlocaș la deschidere | 22 iulie 1991 (33 de ani)      | România            |
| Valentin Ivan             | Mijlocaș la deschidere | 6 septembrie 1988 (36 de ani)  | România            |
| Jonetani Ralulu           | Mijlocaș la deschidere | 30 septembrie 1986 (38 de ani) | Fiji               |
| Cătălin George Prunaru    | Centru                 | 12 martie 1994 (31 de ani)     | România            |
| Alfred Paea               | Centru                 | 24 octombrie 1985 (39 de ani)  | Noua Zeelandă      |
| Johnny Sola               | Centru                 | 24 septembrie 1980 (44 de ani) | Noua Zeelandă      |
| Jeffrey Taljard           | Centru                 | 22 aprilie 1987 (37 de ani)    | Africa de Sud      |
| Andrew Suniula            | Centru                 | 1 mai 1982 (42 de ani)         | Samoa Americană    |
| Tiberiu Conache           | Aripă 3/4              | 1 martie 1985 (40 de ani)      | România            |
| Marian Ispir              | Aripă 3/4              | 4 aprilie 1992 (32 de ani)     | România            |
| Jack Cobden               | Aripă 3/4              | 26 martie 1989 (35 de ani)     | Anglia             |
| Malupo Mateo              | Aripă 3/4              | 22 aprilie 1987 (37 de ani)    | Tonga              |
| Alexandru Beldean         | Fundaș                 | 5 septembrie 1988 (36 de ani)  | România            |
| Okati Atelea              | Fundaș                 | 22 august 1985 (39 de ani)     | Tonga              |

## Lotul sezonului 2018 când a câștigat ambele cupe
Notă: Steagurile indică naționalitatea după cum e definită de regulile World Rugby. Jucătorii pot deține mai mult de o cetățenie.
| Jucător          | Post            | Uniune |
| ---------------- | --------------- | ------ |
| Florin Bârdașu   | Taloneur        | ROU    |
| Alexandru Oancea | Taloneur        | ROU    |
| Makefu Tongia    | Taloneur        | TON    |
| Vasile Bălan     | Pilier          | ROU    |
| Omar Baliashvili | Pilier          | GEO    |
| Alexandru Gordaș | Pilier          | ROU    |
| Iulian Hartig    | Pilier          | ROU    |
| Marius Pocriș    | Pilier          | ROU    |
| Alexandru Savin  | Pilier          | ROU    |
| Marian Drenceanu | Linia a II-a    | ROU    |
| Davit Gigauri    | Linia a II-a    | GEO    |
| Ștefan Iancu     | Linia a II-a    | ROU    |
| Kamil Sobota     | Linia a II-a    | ROU    |
| Ovidiu Tonița    | Linia a II-a    | ROU    |
| Jarrid Els       | Flanker         | GER    |
| Adrian Ion       | Flanker         | ROU    |
| Alexandru Mitu   | Flanker         | ROU    |
| Dragoș Ser       | Flanker         | ROU    |
| Stelian Burcea   | Închizător (N8) | ROU    |

| Jucător              | Post                   | Uniune |
| -------------------- | ---------------------- | ------ |
| Tudorel Bratu        | Mijlocaș la grămadă    | ROU    |
| Valentin Calafeteanu | Mijlocaș la grămadă    | ROU    |
| Lama Sioeli          | Mijlocaș la grămadă    | TON    |
| Karlo Aspeling       | Mijlocaș la deschidere | RSA    |
| Danie Faasen         | Mijlocaș la deschidere | RSA    |
| George Oprea         | Mijlocaș la deschidere | ROU    |
| Hagen Schulte        | Mijlocaș la deschidere | GER    |
| Hinckley Vaovasa     | Mijlocaș la deschidere | NZL    |
| Fonovai Tangimana    | Centru de treisferturi | ROU    |
| Moa Mua Maliepo      | Centru de treisferturi | ROU    |
| Julien Onuțu         | Centru de treisferturi | ROU    |
| Cătălin Prunaru      | Centru de treisferturi | ROU    |
| Florin Vlaicu        | Centru de treisferturi | ROU    |
| Ștefan Cucoș         | Aripă de treisferturi  | ROU    |
| Cosmin Iliuță        | Aripă de treisferturi  | ROU    |
| Marian Ispir         | Aripă de treisferturi  | ROU    |
| Nicolas Onuțu        | Aripă de treisferturi  | ROU    |
| Florentin Ion        | Fundaș                 | ROU    |

- notă - Jucătorii cu litere „boldate" au jucat cel puțin un meci pentru echipa lor națională.

## Alte secții
CSM București U23, echipa sub 23 de ani, evoluează în linia secundă a României.

## Legături externe
- Site-ul oficial CSM Olimpia București
- Prezentare la SuperLiga